# 12136 Martinryle
12136 Martinryle è un asteroide della fascia principale. Scoperto nel 1960, presenta un'orbita caratterizzata da un semiasse maggiore pari a 2,6460144 UA e da un'eccentricità di 0,1604252, inclinata di 12,72366° rispetto all'eclittica.